# Julian Smith
Julian Constable Smith (ur. 11 września 1885, zm. 5 listopada 1975) – generał Korpusu Piechoty Morskiej Stanów Zjednoczonych.
Dowodził 2 Dywizją Piechoty Morskiej w czasie ataku na atol Tarawa.